# Una furtiva lagrima
«Una furtiva lagrima» (с итал. — «Потаённая слеза», «Одна слезинка украдкой»), Романс Неморино — ария из оперы Гаэтано Доницетти «Любовный напиток» (1832), Акт II, Сцена 2. Одна из наиболее знаменитых итальянских арий тенорового репертуара.

## Содержание
По сюжету оперы, простоватый крестьянин Неморино, влюблённый в богатую Адину, но легкомысленно отвергаемый ею, завербовался в солдаты, чтобы на полученные деньги купить у заезжего шарлатана «эликсир любви» и хотя бы на один день, перед уходом на войну, добиться взаимности. Тем временем в деревне услышали, что Неморино получил огромное наследство (сам он об этом не знает), и все девицы бросаются его обхаживать. Адина (которая тоже не успела узнать о наследстве) это видит и понимает, чего лишилась. Неморино уверяется в действенности напитка и в том, что Адина всё же любит его: свидетельством ему служит оброненная девушкой слезинка.